# 藤内町
藤内町（とうないまち）は、青森県弘前市の地名。郵便番号は036-8319。

## 地理
西から東にかけて町田、南は八代町、南西は石渡に接する。

## 沿革
- 明治4年 - 青森県に所属。
- 江戸期～明治9年 - 藤内村になる。
- 明治9年 - 町田村（現在の町田）の一部になる。
- 現在 - 弘前市に所属し、町田から分離、藤内町になる。

## 世帯数と人口
2017年（平成29年）6月1日現在の世帯数と人口は以下の通りである。
| 大字   | 世帯数 | 人口  |
| ------ | ------ | ----- |
| 藤内町 | 97世帯 | 239人 |

## 施設

### 商業
- 小山内工務店

## 小・中学校の学区
市立小・中学校に通う場合、学区は以下の通りとなる。
| 大字   | 番地 | 小学校             | 中学校             |
| ------ | ---- | ------------------ | ------------------ |
| 藤内町 | 全域 | 弘前市立致遠小学校 | 弘前市立第二中学校 |

## 交通
- 弘南バス

八代（弘前 - 三世寺温泉・板柳・笹館線、他）停留所。